# Geschiedenis van de DDR
Dit artikel geeft een overzicht van de geschiedenis van de DDR.

## Voorgeschiedenis 1945-1949
Strikt genomen valt de periode 1945-1949 niet onder de geschiedenis van de Duitse Democratische Republiek (DDR), omdat de DDR toen nog niet was opgericht. Deze periode is apart beschreven bij de Sovjet-bezettingszone (SBZ). De ontwikkelingen in de SBZ zijn echter bepalend geweest voor het ontstaan van de DDR.
Na de Duitse capitulatie van 9 mei 1945, werd er door 'De Grote Vier' in Potsdam, een voorstad van Berlijn, tijdens een conferentie van 17 juli tot 1 augustus 1945 besloten dat ook Frankrijk zou deelnemen aan de bezetting van Duitsland, maar de Sovjet-Unie was niet van plan zelf grondgebied daarvoor in te leveren. De Franse zone ging daarom alleen ten koste van de Britse en Amerikaanse zones. Ook spraken de geallieerden af waar de buitengrenzen van het naoorlogse Duitsland voorlopig zouden lopen. De oostgrens van Duitsland zou gelijk lopen met de westelijke armen van de rivieren Oder en Neisse. Over Duitsland als geheel zou alleen door alle geallieerden gezamenlijk kunnen worden beslist door een Beheersraad waarin de zonecommandanten zitting zouden hebben. De definitieve buitengrenzen zouden tijdens een vredesconferentie definitief worden vastgesteld en in een vredesverdrag worden vastgelegd. De Sovjet-Unie kreeg het gebied van de latere DDR als bezettingszone (= SBZ ) en het oosten van de hoofdstad Berlijn. Het bestuur werd overgenomen door de Sovjet Militaire Administratie in Duitsland (dat wil zeggen in de SBZ).
Nog voor het einde van de oorlog, nl. op 30 april 1945, bracht de Sovjet-Unie de leden van de Gruppe Ulbricht naar Duitsland om te beginnen met de opbouw van een nieuw bewind. De Gruppe Ulbricht bestond uit functionarissen van de Kommunistische Partei Deutschlands (KPD) die in ballingschap hadden geleefd in de Sovjet-Unie. Zij herenigden zich met vele communisten en socialisten, die vanaf 1933 door de Nazi-terreur waren vervolgd, gemuilkorfd en opgesloten. In mei 1945 werden de districtsburgemeesters van Berlijn benoemd door de stadscommandant, de Rus Bersarin. De voordrachten van de Gruppe Ulbricht werden daarbij integraal overgenomen.. Op 11 juni 1945 werd de KPD opnieuw opgericht.
De maatregelingen, die de Gruppe Ulbricht en het Sovjet-bestuur namen, waren:
- De communistische KPD en de sociaaldemocratische SPD kwamen in de Sovjet-zone in april 1946 tot een deels gedwongen fusie en vormden hier de Sozialistische Einheitspartei Deutschlands (SED). De SED ging in 1948 expliciet over naar een leninistische opbouw. Behalve in het nog ongedeelde Berlijn kon de SPD niet meer deelnemen aan de verkiezingen.
- Door de fusie van SPD en KPD tot SED waren van de in 1945 gestichte partijen nog de christendemocratische CDU en de liberale LDPD overgebleven. Ze werden door de Sovjet militaire administratie benadeeld, bijvoorbeeld door in verkiezingstijden minder papier te krijgen. De leidingen van CDU en LDPD werden onder druk gezet om de Sovjet-politiek welgezind te zijn.
- Onder toeziend oog van de Sovjets werden er nog twee partijen opgericht, de boerenpartij (DBD) en de nationaaldemocratische partij (NDPD). De DBD en de NDPD waren satellietpartijen van de SED. De taak van de DBD was de landhervormingen te steunen en kiezers weg te snoepen bij de CDU, terwijl de taak van de NDPD was om oud-Wehrmacht soldaten en lagere officieren en middenklassers aan te spreken.
- Alle partijen moesten lid zijn van het Antifascistisch-Democratisch Blok (blokpartijen werden de namen van de partijen behalve de SED). Bij de verkiezingen na 1946 won het Antifascistisch Blok de verkiezingen en werd de SED binnen het blok de grootste partij.
- Voormalige concentratiekampen van de nationaalsocialisten werden hergebruikt als Speziallager. Behalve nationaalsocialisten werden in deze kampen vele sociaaldemocraten opgesloten. De omstandigheden in deze kampen waren zeer slecht; ongeveer een derde van de gevangenen kwam om het leven.[2]

Politiek opereerden de westerse geallieerden en de Sovjet-Unie steeds meer gescheiden van elkaar en niet meer gezamenlijk. Beide kampen zetten stappen die bij de andere zijde tot nog meer wantrouwen leidde, en voor beide kampen bevestiging waren dat "het andere kamp" niet meer inzette op een verenigd naoorlogs Duitsland.
In de Sovjet-zone werd in 1948 een Volksraad opgericht waarin vertegenwoordigers van het Antifascistisch Blok zitting hadden. Nadat in de westelijke bezettingszones de Bondsrepubliek Duitsland was opgericht werd op 7 oktober 1949 de Deutsche Demokratische Republik (DDR) uitgeroepen. Om dit te vieren werd een fakkeloptocht gehouden in Oost-Berlijn. De Volksraad werd vervangen door de Volkskammer (parlement). Wilhelm Pieck, een belangrijke Duitse communist van vóór 1933, werd op 11 oktober 1949 tot president gekozen. De voormalige sociaaldemocraat Otto Grotewohl werd minister-president. De invloedrijkste politicus van de DDR was echter de secretaris-generaal van de SED, Walter Ulbricht. De DDR was echter nog geen soevereine staat, dat werd het pas op 20 september 1955. In 1952 deed Stalin nog een laatste poging om de West-Duitse kanselier Adenauer uit het Westelijke bondgenootschap te krijgen: hij bood aan de DDR weer op te heffen en de twee Duitslanden te herenigen, met neutraliteit van dat herenigde Duitsland als voorwaarde. De bondskanselier nam het voorstel niet serieus, waarna de Duitse tweedeling steeds definitiever werd.

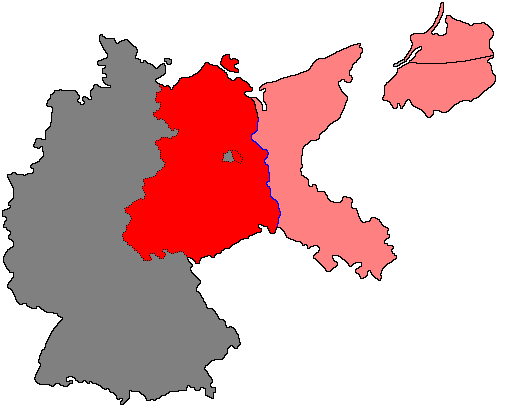
DDR helderrood weergegeven t.o.v. het Duitse grondgebied van 1937
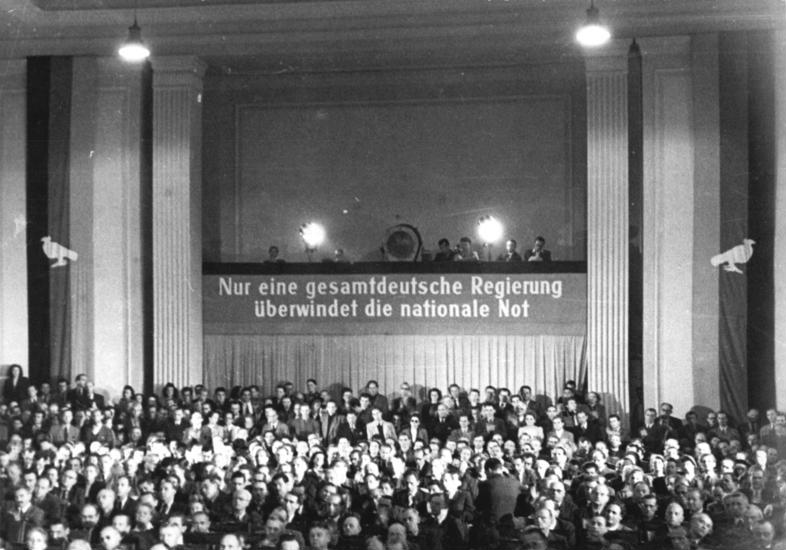
Stichting van de DDR - 7 oktober 1949

## Jaren vijftig en zestig
In 1950 werd Walter Ulbricht secretaris-generaal van de SED, het belangrijkste ambt in de DDR. De macht van president Pieck en premier Otto Grotewohl was formeel vooral ceremonieel. Al voordat Ulbricht secretaris-generaal was geworden, veranderde de schijnbaar gematigde koers van de SED, zij werd een orthodox marxistisch-leninistische partij. Ulbricht streefde net als de West-Duitse bondskanselier Konrad Adenauer naar een Duitse hereniging. Alleen wilde Ulbricht dat geheel Duitsland communistisch werd, terwijl Adenauer naar een democratisch en op het Westen gericht Duitsland streefde. De verhouding tussen de DDR en de Bondsrepubliek was stroef.
In 1952 werd de DDR, tot dan toe een bondsstaat, omgevormd tot een gecentraliseerde eenheidsstaat. De deelstaten werden opgesplitst in districten (Bezirken) die onder gezag kwamen te staan van partijsecretarissen van de SED.
De keiharde repressie die de DDR tussen de jaren 1950 en 1953 kenmerkte, kwam na de dood van de Russische leider Stalin in 1953 ten einde. Toch was er in 1953 wel een grote opstand in de DDR, die scherp gekant was tegen het officiële beleid. Deze opstand werd met militair geweld neergeslagen en kostte ten minste 55 mensen het leven.
In 1956 trad de DDR toe tot het Warschaupact. Bijna tegelijkertijd werd de Nationale Volksarmee (NVA) opgericht. Hoewel het Duitsland niet was toegestaan om een eigen leger te hebben, richtte de Bondsrepubliek in 1955 toch de Bundeswehr op en bracht deze onder in de bevelsstructuur van de NAVO. Als antwoord hierop werd door de DDR in 1956 de NVA opgericht uit de 10.000 man sterke Kasernierte Volkspolizei, aangevuld met soldaten uit de oude Wehrmacht. Bijna van de ene op de andere dag werd het Westen geconfronteerd met een militair sterke DDR. In 1959 ontstond er een crisis rond West-Berlijn omdat Nikita Chroesjtsjov de westelijke geallieerden een ultimatum stelde, waarbij zij West-Berlijn zouden moeten verlaten.
Een groot probleem voor de DDR was de vlucht van goed opgeleide inwoners: de Bondsrepubliek met een functionerende democratie en een florerende economie was een aantrekkelijk alternatief voor de repressieve DDR die in die periode landbouw en industrie nationaliseerde. In de periode 1949-1961 verlieten 2,6 miljoen Duitsers de DDR, meer dan 10 % van de bevolking ("de stemming met de voeten"). De partijleiding van de DDR besloot daarom om een Muur op te richten op de grens van Oost- en West-Berlijn. Ondanks de internationale protesten kwam de door de Oost-Duitse leiding genoemde "Antifascistische verdedigingswal" er wel. In 1961 begon men aan de bouw. Mensen die probeerden te vluchten werden door de grenswachten neergeschoten. Een veel genoemd aantal is 211 doden, waarvan zeker 171 bij de Muur.
Door de bouw van de Muur leed de DDR een enorm prestigeverlies. Het bood het regime echter de mogelijkheid de economie te stabiliseren, nu de beroepsbevolking niet meer kon vluchten. Ulbricht voerde een economische hervorming door onder de naam Neues Ökonomisches System der Planung und Leitung waarbij de economische beslissingen meer decentraal werden genomen. Binnen de SED leidde dit tot kritiek, omdat de macht van de partij werd aangetast. Dit nieuwe economische systeem, dat in 1964 werd ingevoerd leidde tot een flinke economische groei en een groei in de arbeidsproductiviteit. Ook de Bondsrepubliek maakte echter een periode van economische groei door. Lag in 1960 de koopkracht in de DDR nog op 64% van het West-Duitse niveau; in 1969 was deze gezakt tot 55%.
Internationaal werd de DDR niet erkend. Tot 1955 hadden alleen communistische staten de DDR erkend. Vanaf 1955 paste de Bondsrepubliek de Hallsteindoctrine toe: wanneer een land overging tot erkenning van de DDR zou de Bondsrepubliek de diplomatieke banden met dat land verbreken. Door de toepassing van deze doctrine bleef de DDR tot in de jaren zeventig diplomatiek geïsoleerd.
In 1960 overleed president Wilhelm Pieck en de leiding van de DDR besloot om het ambt van president te vervangen door dat van een collectief staatshoofd, de Staatsraad. Partijchef Walter Ulbricht werd tot Voorzitter van de Staatsraad gekozen. De belangrijkste partij en staatsfunctie waren nu in één persoon verenigd.

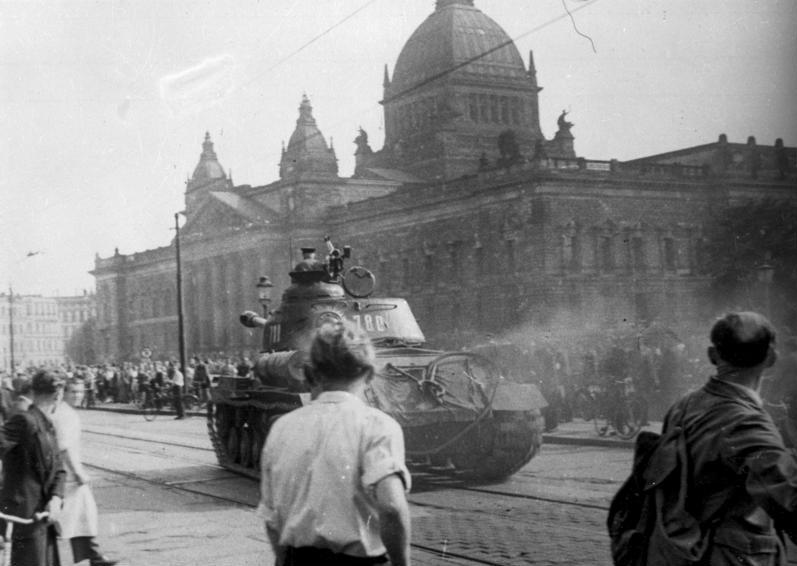
Opstand van 1953
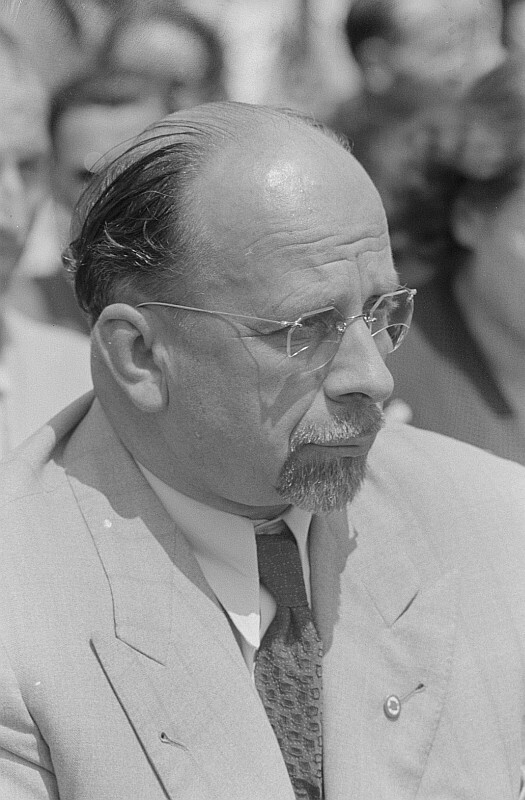
Walter Ulbricht
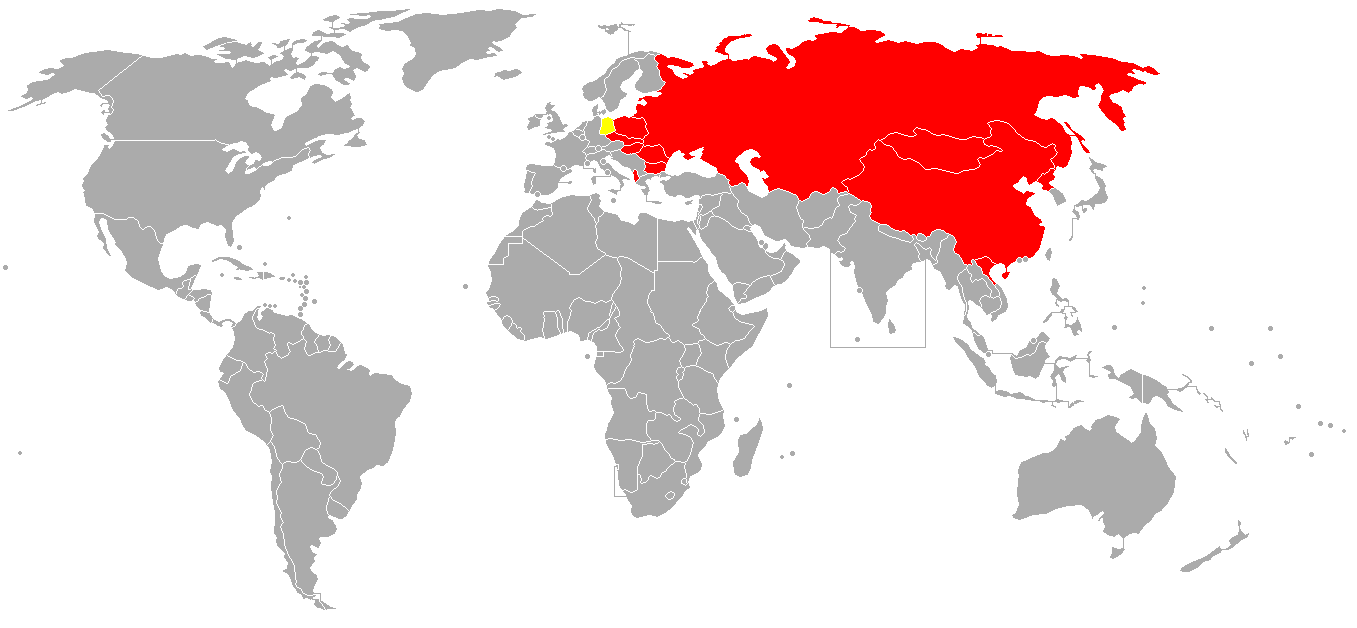
Landen die de DDR hadden erkend (stand 1955)
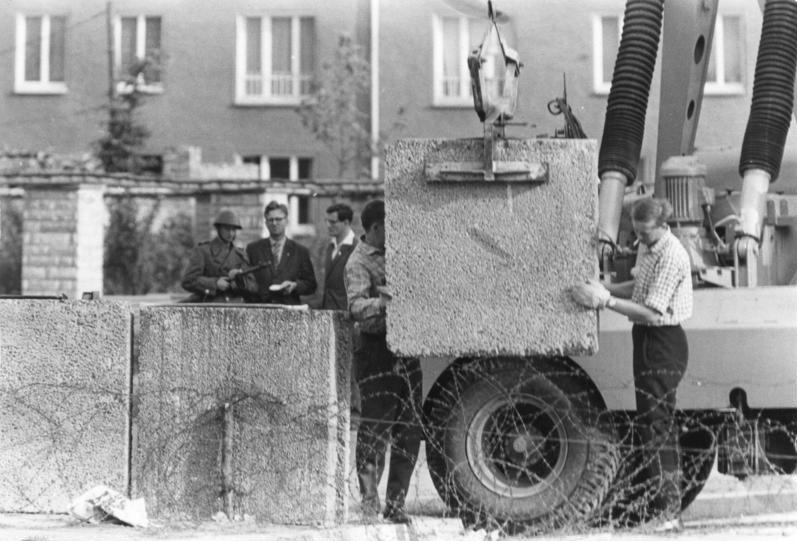
Bouw van de Muur in 1961

## Ostpolitik

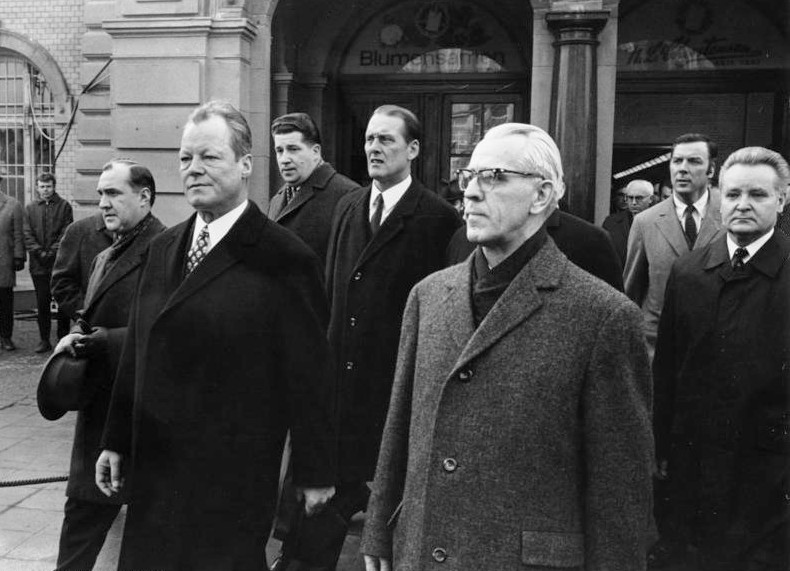
Ontmoeting in Erfurt van Willi Stoph en Willy Brandt

De in de Bondsrepubliek aan de macht gekomen bondskanselier Willy Brandt (SPD), bleek een voorstander van toenadering tot de DDR. Op 19 maart 1970 ontmoetten premier Willi Stoph en bondskanselier Willy Brandt elkaar te Erfurt en op 21 mei 1970 in Kassel. Als gevolg van Brandts Ostpolitik nam de spanning tussen beide staten af en in 1973 erkende de Bondsrepubliek de DDR. Sindsdien werd de DDR door de meeste westerse landen erkend (Nederland reeds in 1972).

## Erich Honecker

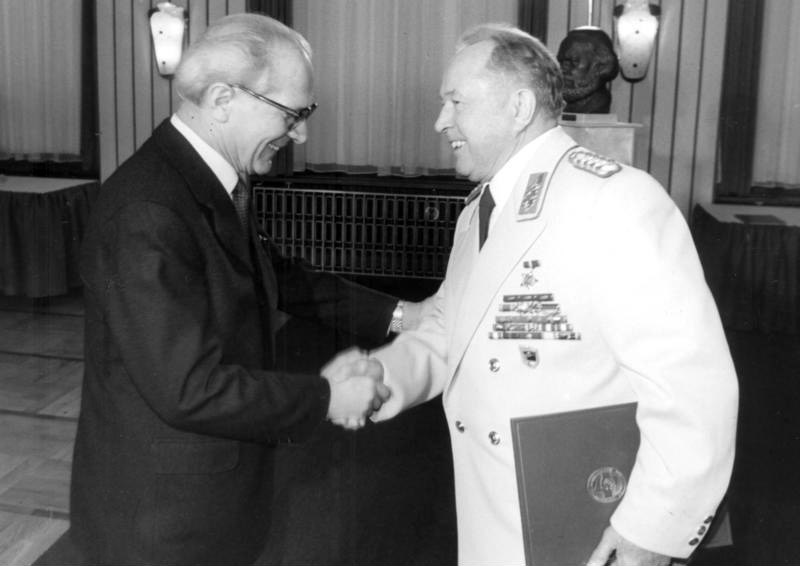
Erich Honecker en Erich Mielke

In 1971 werd de door de Russen wat te eigenzinnig bevonden Walter Ulbricht als secretaris-generaal van de SED vervangen door Erich Honecker. Ulbricht bleef wel Staatsraadvoorzitter.
Honecker was een starre en dogmatische marxist en communist, maar wel volgzamer ten opzichte van de Sovjet-Unie, dan Ulbricht. Toen Ulbricht in 1973 overleed, werd premier Willi Stoph Voorzitter van de Staatsraad. Hoewel Honecker voorstander was van goede relaties met de Bondsrepubliek en het Westen, voerde hij in het binnenland, gesteund door de Stasi (staatsveiligheidsdienst) van generaal Erich Mielke, een repressieve politiek. Vrijzinnige kunstenaars, opposanten van het regime maar ook te mondige burgers werden gevangengezet. Op 16 november 1976 werd de Oost-Duitse zanger Wolf Biermann tijdens een tournee in de Bondsrepubliek ausgebürgert, waardoor hij niet meer terugkon naar de DDR. De volgende dag leidde dit tot een petitie van 13 leidende intellectuelen in de DDR, waaronder schrijfster Christa Wolf en auteur Stefan Heym. Het protest breidde zich uit en kreeg schriftelijke steun van vele gewone DDR-burgers en kunstenaars, waarvan er velen later daarvoor werden vervolgd. Ook internationaal werd de Ausbürgerung van Biermann afgekeurd.
In 1976 werd Stoph weer premier, terwijl Honecker Staatsraadvoorzitter werd. Net als onder Ulbricht waren de belangrijkste staats- en partijfuncties nu in één persoon verenigd. In 1979 werd het verstrekken van gegevens aan het westen strafbaar gesteld. Uit deze maatregel bleek wel dat Honecker slechts naar economische relaties met het Westen streefde en niet naar het invoeren van een democratisch systeem. In de ogen van Honecker was de DDR een "democratisch socialistische staat."
Honecker geloofde in het bestaan van twee Duitslanden en hechtte weinig aan een eenwording. Omdat de DDR met name het grondgebied van het oude Pruisen en Brandenburg besloeg, haalde Honecker allerlei oude Pruisische helden van stal, zoals de grote staatsman Otto von Bismarck, de christen-humanist Philipp Melanchton en de kerkhervormer Maarten Luther, alsook de verlichte 18e-eeuwse Pruisische koning Frederik de Grote. Op die manier probeerde hij een soort hernieuwd Pruisisch nationalisme op te wekken en het idee te creëren dat het heel 'natuurlijk' was dat de DDR een afzonderlijke staat was.

## Jaren tachtig
In de jaren tachtig ontstonden er dissidente en oppositionele groepen. De kerk (Evangelisch-Lutherse Kerk en Rooms-Katholieke Kerk) had een voortrekkersrol in de oppositie tegen het regime. Dat gold ook voor milieuorganisaties, die zich keerden tegen de kernenergie en de milieuvervuiling in de DDR. Vredesactivisten, verenigd onder het motto Schwerter zu Pflugscharen, keerden zich tegen de aanwezigheid van nucleaire wapens. Soms greep Honecker in, dan weer liet hij betogingen toe, natuurlijk onder controle van de Stasi van Mielke.

## Aftakelende economie
In de jaren zeventig leek het vrij goed te gaan met de levensstandaard in de DDR. De woningbouw werd fors ter hand genomen en de keuze van consumptiegoederen werd verruimd, met dank aan de miljardenkredieten die de DDR van de Bondsrepubliek kreeg. In maart 1977 kreeg de DDR al de eerste betalingsproblemen: de DDR moest 11 miljard DM rente en aflossing betalen met een inkomen van 9,3 miljard DM. Investeringen in de industrie bleven achterwege, waardoor er in de jaren tachtig sprake was van een economische teruggang. Dit was ook zeker te danken aan de zeer verouderde machineparken en de afname van de vraag van steenkool. De Sovjet-Unie zag zich gedwongen door de enorme kosten van de Afghaanse Oorlog vanaf 1981 de DDR hogere prijzen voor brandstof in rekening te brengen. De DDR verloor in deze jaren de aansluiting bij de wereldmarkt. In 1985 waren de productiviteit en het inkomen in de DDR gedaald tot 29% van het West-Duitse niveau.
In 1988 voerden Polen en Hongarije democratische hervormingen door. De DDR-leiding keurde deze af, evenals Michael Gorbatsjovs perestrojka en glasnost. Het Sovjet-tijdschrift Sputnik werd in november 1988 zelfs verboden in de DDR toen het berichtte over het Hitler-Stalinpact van 1939.

## Val van de Muur
Reeds in 1988 waren er al enige protestdemonstraties in de DDR, maar in 1989 namen deze toe. Het regime was echter niet van plan om hervormingen door te voeren. Politbureau-lid Kurt Hager van de SED verklaarde: "Wanneer je buren nieuw behang hebben, hoef je zelf toch ook niet te gaan behangen" en in juni 1989 verklaarde Honecker tijdens een bezoek aan Moskou: "De Muur zal nog zeker 50 tot 100 jaar blijven voortbestaan".
Op 2 mei 1989 verwijderde Hongarije de grensversperring met Oostenrijk. Hongarije, een communistische staat, was voor DDR-burgers zonder problemen te bereiken. In de zomer van 1989 gingen veel inwoners van de DDR op "vakantie" naar Hongarije. Deze mensen konden natuurlijk vrij gemakkelijk de grens over gaan met Oostenrijk. DDR-burgers vluchtten ook naar Tsjechoslowakije waar ze asiel vonden op het terrein van de West-Duitse ambassade in Praag. De Bondsrepubliek nam deze Oost-Duitse vluchtelingen op.
In de loop van 1989 begon de oppositie iedere maandag met het houden van massademonstraties in Leipzig. Op deze manier werd het communistische regime onder druk gezet.
Op 7 oktober 1989 was Sovjet-president Michael Gorbatsjov te gast in Oost-Berlijn ter gelegenheid van de plechtige viering van het 40-jarig bestaan van de DDR. Gorbatsjov maakte de leiding van de DDR duidelijk dat zij moesten hervormen: Wie te laat komt, wordt gestraft door het leven. Tijdens een optocht van de pioniers (communistische jeugd) begonnen enkele jongeren anti-Honecker leuzen te scanderen. Demonstranten riepen luidkeels: "Gorbi, Gorbi". De protesten bereikten die avond een hoogtepunt toen rond 3000 mensen in Oost-Berlijn protesteerden. Deze demonstratie werd door de overheid uiteengeslagen. Twee dagen later trok de maandagsdemonstratie van Leipzig 75.000 demonstranten. Hiermee bereikte de oppositie een doorbraak: voor het eerst werd de demonstratie ongemoeid gelaten. Ook de Sovjet-Unie greep niet in, waarmee het einde van de Brezjnevdoctrine duidelijk werd.
De SED-leiding begon zich nu ook te roeren. Plaatsvervangd secretaris-generaal Egon Krenz en de partijbaas van de SED in Oost-Berlijn Gunther Schabowski besloten dat Honecker moest worden afgezet en er bescheiden hervormingen moesten worden doorgevoerd teneinde de DDR te redden. Op 18 oktober 1989 werd Honecker door de partij afgezet en vervangen door Egon Krenz. Op 24 oktober 1989 werd Honecker ook afgezet als Voorzitter van de Staatsraad en opgevolgd door Krenz. De bevolking was het niet eens met deze machtswisseling omdat er in feite niets veranderde. De demonstraties in Leipzig en Oost-Berlijn namen qua omvang toe en het regime kwam zwaar onder druk te staan.
In die periode, die bekend werd als Die Wende werden er ook diverse nieuwe partijen opgericht zoals de Duitse Sociale Unie (DSU) en de Sociaaldemocratische Partij van de DDR (SDP). De partijen als de CDU, LDP, DBD en de NDPD, de vroegere bondgenoten van de SED stapten uit het door de SED gedomineerde Nationale Front (de opvolger van het Antifascistisch Blok) en werden oppositiepartijen. De partijen verenigden zich in het Neues Forum. Er werd een begin gemaakt aan het Ronde Tafel overleg tussen het Neues Forum en de SED. De SED ging niet verder dan het invoeren van het "democratisch socialisme". Dit werd niet gezien als een tegemoetkoming en de oppositie keerde zich vanaf dat moment niet alleen meer tegen de SED en de staatsleiding, maar ook tegen het voortbestaan van de Duitse Democratische Republiek. Leuzen als "Wij zijn het volk" werden vervangen door "Wij zijn één volk."
Tijdens een haastig bijeengeroepen persconferentie verklaarde Politbureau-lid Gunther Schabowski dat de grens zou worden geopend. Op de vraag van journalisten wanneer, antwoordde hij: "nu meteen". De grenswachters hadden echter pas orders gekregen de grens de volgende ochtend te openen. Op 9 november nam het volk nam echter het heft in eigen handen en na aanhoudende druk openden de grenswachten op eigen gezag de grens. In Oost-Berlijn begon men op met het afbreken van de Berlijnse Muur. De DDR-leiding was de grip op de bevolking kwijtgeraakt en begreep dat het drastisch moest gaan hervormen wilde men de DDR voort laten bestaan.

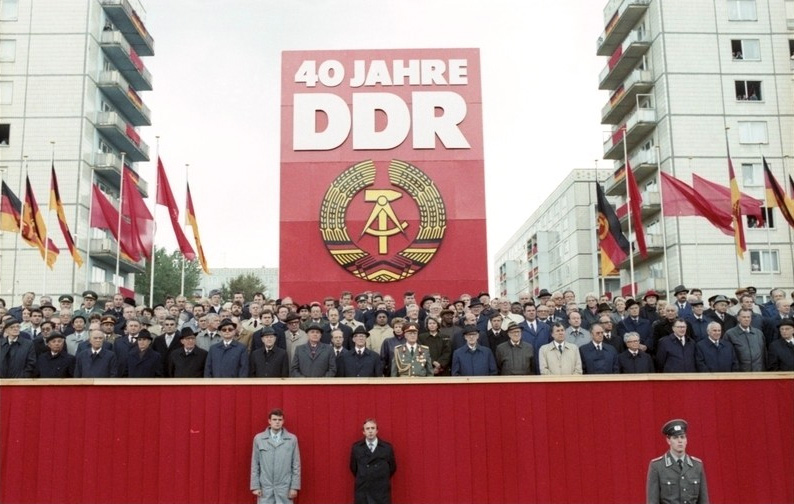
Honecker en Gorbatsjov bij de viering van 40 jaar DDR, één maand voor de val van de muur
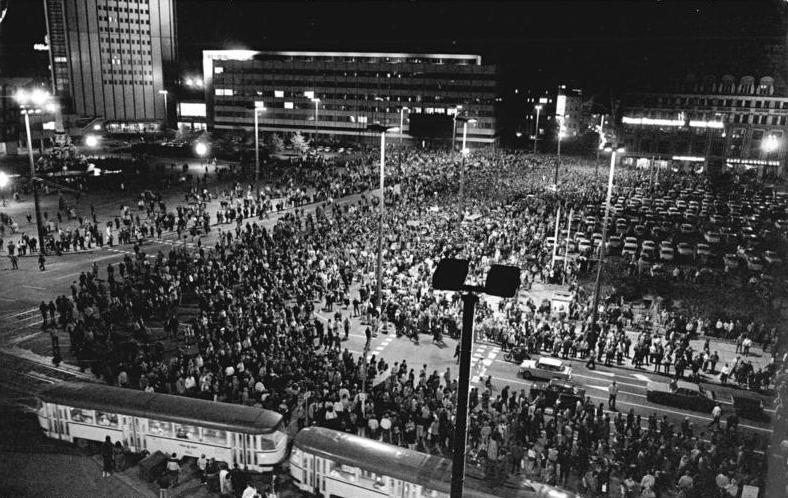
Demonstratie in Leipzig in oktober 1989
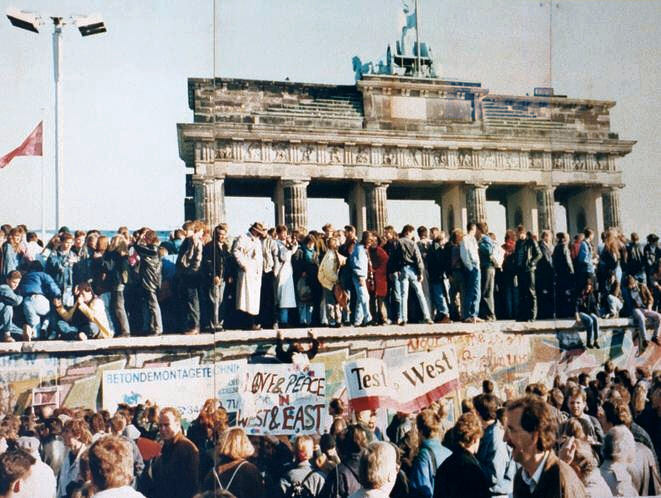
Val van de Muur in 1989

## Het einde van de DDR
De West-Duitse bondskanselier Helmut Kohl stelde eind november 1989 een tienpuntenprogramma samen met als voornaamste doel de hereniging van de twee Duitslanden. De Oost-Duitse regering was nog steeds van plan de DDR te laten voortbestaan als een "democratisch socialistische staat" en om hun goede wil te tonen ontsloeg de regering op 13 november 1989 premier Willi Stoph en verving hem door SED-politicus Hans Modrow. Modrow stond bekend als een kritisch SED lid, die al heel lang een voorstander was van meer openheid en democratie in de DDR. Op 1 december 1989 werd de leidende rol van de SED opgeheven en veranderde de partij haar naam in SED/PDS (Sozialistische Einheitspartei Deutschlands-Partei des Demokratischen Sozialismus), later gewoon PDS geheten. Gregor Gysi werd de voorzitter van de (SED/)PDS. Een paar dagen later trad Krenz als Staatsraadvoorzitter af en werd vervangen door Manfred Gerlach.
Met het openen van de grenzen in 1989 was een enorme vluchtelingenstroom op gang gekomen. In 1989 ontvluchtten 250.000 mensen de DDR, in januari 1990 gevolgd door wederom 60.000 vluchtelingen. De Bondsrepubliek had grote problemen met de opvang van de vluchtelingen. De grap werd gemaakt dat de Duitse hereniging op West-Duitse bodem zou plaatsvinden, ofwel dat de hele DDR leeg zou stromen. De bekende intellectuelen en dissidenten in de DDR spraken zich uit voor hervormingen van de DDR, maar tijdens de demonstraties in de DDR was de slogan al gewijzigd van Wir sind das Volk naar Wir sind ein Volk.
In december bezocht bondskanselier Kohl de DDR en leek het thema eenwording belangrijker dan democratisering. Er werden verkiezingen voor de Volkskammer gepland voor 18 maart 1990. Bij die eerste vrije verkiezingen in de DDR werd de CDU van Lothar de Maizière en haar bondgenoten, die streefden naar een Duitse hereniging, de grootste partij. Bündnis 90, waarin de vroegere DDR-oppositie samenwerkte, kreeg slechts 2,9% van de stemmen. De opvolger van de SED, de PDS kreeg 16,4% van de stemmen. De Maizière vormde als premier een grote coalitie met de SPD (voorheen SDP) en de CDU/DA/DBD/DSU (informele fusie). In april trad Gerlach als Staatsraadvoorzitter af en werd vervangen door Sabine Bergmann-Pohl van de CDU. In augustus 1990 verliet de SPD (SDP) de regering. In oktober 1990 gingen de DA en DBD op in de CDU.
Om de vluchtelingenstroom te keren werd besloten om op 1 juli 1990 de Duitse mark ook als betaalmiddel in de DDR in te voeren. De spaartegoeden werden afhankelijk van de leeftijdsklasse waartoe iemand behoorde tot een bepaald bedrag tegen een koers van 1:1 omgezet van DDR-Mark in D-Mark, hoewel de waarde van de DDR-Mark slechts een fractie was van die van de D-Mark.
Op 3 oktober 1990 vond de hereniging van Oost- en West-Duitsland plaats en traden de Oost-Duitse deelstaten toe tot de Bondsrepubliek Duitsland.